# Geschenkt ist noch zu teuer
Geschenkt ist noch zu teuer (englischer Originaltitel: The Money Pit) ist eine von Steven Spielbergs Amblin Entertainment produzierte Filmkomödie um ein junges Liebespaar und dessen frisch erworbenes Traumhaus, das sich zum Albtraum entwickelt. Hauptdarsteller ist Tom Hanks, der hier in seinem dritten großen Hollywoodfilm mitspielt.

## Handlung
Walter Fielding, ein Anwalt, der unter anderem eine obskure Rockband und ein schwerreiches Kind vertritt, und seine Freundin Anna, eine Violistin, suchen ein neues Zuhause, denn Annas Ex-Mann Max, ein weltbekannter Dirigent, beansprucht das bisher bewohnte Apartment. Walter befindet sich in finanziellen Schwierigkeiten, weil sein Vater ein Betrüger ist, der sich mit erschwindelten Millionen nach Südamerika abgesetzt hat, worauf Walter diverse Rechnungen für ihn bezahlen musste.
Als die beiden ein vermeintlich attraktives wie günstiges Haus angeboten bekommen, unterschreiben sie kurzentschlossen den Kaufvertrag. Nachdem die bisherige Besitzerin verdächtig schnell das Grundstück verlassen hat, entpuppt sich die malerisch gelegene Villa als Bruchbude, in der eine böse Überraschung nach der anderen auf sie wartet. Als Walter die Badewanne volllaufen lässt, stürzt sie in die darunter gelegene Etage. In der Küche wird ein im Backofen befindlicher Truthahn zum ballistischen Geschoss. Die Wasserrohre sind defekt, die Hauselektrik ist desolat, die Haupttreppe bricht auseinander. 
Anna trifft sich mit ihrem Ex-Mann, um das notwendige Geld für eine Renovierung von ihm zu leihen. Dabei betrinkt sie sich so sehr, dass sie sich anschließend an nichts erinnern kann und glaubt, sie habe Sex mit Max gehabt. Die Renovierung des Hauses erweist sich als turbulentes Abenteuer, doch schließlich liegen alle Genehmigungen vor und die richtigen Handwerker – ein wilder aber kompetenter Haufen – werden gefunden. Anna macht Walter das vermeintliche Geständnis, dass sie mit Max geschlafen habe – darüber kommt es zwischen den beiden zum Zerwürfnis. Sie wollen sich trennen und das fast fertig renovierte Haus gewinnbringend verkaufen. Doch dann räumt Max ein, dass es bei besagtem Treffen gar keinen Sex zwischen ihm und der betrunkenen Anna gegeben hat.
Walter erklärt Anna, es sei ihm egal, dass Anna und Max Sex miteinander hatten, weil er dadurch nur begriffen hat, wie sehr er sie liebt. Anna und Walter versöhnen sich, Anna gesteht, dass sie gar keinen Sex mit Max hatte,  sie bleiben in dem Haus, das inzwischen zum Prachtbau geworden ist und am Ende des Films findet dort die Trauung zwischen Anna und Walter und eine große Hochzeitsfeier statt, während Walters Vater sich in Südamerika für sein ergaunertes Geld eine Bruchbude von genau derselben Frau andrehen lässt, die zuvor Anna und Walter hereingelegt hatte.

## Synchronisation
Für die DVD-Veröffentlichung wurde 2003 eine neue Synchronisierung des Films erstellt, die mittlerweile auch bei TV-Ausstrahlungen verwendet wird. Nachdem in der Kino-Synchronisation Tom Hanks noch von Joachim Tennstedt gesprochen wurde, kam nun Arne Elsholtz zum Einsatz. Auf der
am 19. Februar 2015 erschienenen Bluray von Koch Media ist allerdings, neben der neuen, auch die originale Synchro wieder enthalten.
| Darsteller        | Rolle                          | Kino-Version (1986) | DVD-Version (2003) |
| ----------------- | ------------------------------ | ------------------- | ------------------ |
| Tom Hanks         | Walter Fielding Jr.            | Joachim Tennstedt   | Arne Elsholtz      |
| Shelley Long      | Anna Crowley Beissart Fielding | Susanna Bonasewicz  | Susanna Bonasewicz |
| Alexander Godunov | Max Beissart                   | Thomas Danneberg    | Thomas Danneberg   |
| Maureen Stapleton | Estelle                        | Tilly Lauenstein    |                    |
| Philip Bosco      | Curly                          | Edgar Ott           | Klaus Sonnenschein |
| Joe Mantegna      | Art Shirk                      | Ulrich Gressieker   | Lutz Mackensy      |
| Nestor Serrano    | Julio                          | Jörg Döring         | Torsten Michaelis  |

## Kritiken
„Katastrophen-Spektakel, das seine satirischen Ansätze zumeist zugunsten groben Klamauks vergibt; die Trickexperten dominieren, leisere Töne gehen unter.“

„Trotz maßloser Übertreibung: Für Häuslebauer und Fans von Renovierungsshows ein köstlicher Spaß mit einem aufgedrehten Tom Hanks. Fazit: So amüsant kann Pfusch am Bau sein.“

## Hintergrund
Der Film ist eine Neuverfilmung von Mr. Blandings Builds His Dream House (Nur meiner Frau zuliebe), obwohl der Film nicht einmal entfernt an die ursprüngliche Vorlage erinnert. Trotzdem war Geschenkt ist noch zu teuer ein Kassenschlager und spielte weltweit etwa 55 Millionen US-Dollar ein. Das Budget betrug dabei nur 10 Millionen Dollar. Die Rockband, die auch am Ende des Films zur Hochzeit spielt, heißt White Lion. Sie stammt aus Brooklyn und hatte 1989 einen Nummer-drei-Hit in den USA mit When the Children Cry.
Amblin Television plante zusammen mit Universal Television eine Fernsehserie basierend auf dem Film. Im Januar 2014 gab das amerikanische Fernseh-Network NBC eine Pilotfolge in Auftrag, das Drehbuch hierzu schrieb Justin Spitzer (The Office). Da es jedoch Schwierigkeiten bei der Besetzung der Hauptrollen gab, wurde das Projekt vorerst wieder eingestellt.